# روبي كيرنز
روبي كيرنز (بالإنجليزية: Robbie Kearns)‏ هو لاعب دوري الرغبي أسترالي، ولد في 12 ديسمبر 1971.